# Carter Pann
Carter Pann (La Grange (Illinois), 21 februari 1972) is een Amerikaans componist, muziekpedagoog en pianist.

## Levensloop
Pann kreeg zijn eerste pianoles van zijn grootmoeder. Vanaf de 15-jarige leeftijd had hij onderwijs bij zijn pianoleraar Emilio Del Rosario aan de "North Shore School of Music" in Winnetka. Hij studeerde muziektheorie, compositie en piano aan de Eastman School of Music in Rochester (New York) en behaalde aldaar in 1994 zijn Bachelor of Music. Vervolgens studeerde hij aan de Universiteit van Michigan in Ann Arbor en behaalde daar zijn Master of Music. Aldaar voltooide hij ook zijn studies en promoveerde tot Doctor of Musical Arts. Zijn leraren waren onder anderen Samuel Adler, William Albright, Warren Benson, William Bolcom, David Liptak, Joseph Schwantner, Bright Sheng en Barry Snyder.
Tegenwoordig is hij docent voor muziektheorie en compositie aan de University of Colorado in Boulder. 
In de laatste vijftien jaar heeft hij zijn reputatie als componist uitgebreid. Zijn werken worden uitgevoerd door vooraanstaande orkesten zoals het London Symphony Orchestra, City of Birmingham Symphony Orchestra, Vancouver Symphony Orchestra, National Repertory Orchestra, RTÉ (Raidió Teilifís Éireann) National Symphony Orchestra, Syracuse Symphony Orchestra, New York Youth Symphony Orchestra, Chicago Youth Symphony Orchstra, Metropolitan Youth Symphony Orchestra en het Haddonfield Symphony Orchestra. 
Als componist ontving hij talrijke prijzen en onderscheidingen zoals de meesterprijs van de American Academy of Arts and Letters de "Kazimierz Serocki International Composers' Competition" in Polen, de "Zoltán Kodály Composer Competition" in Hongarije, het "Concours François D'Albert Internationales de Composition".

## Composities

### Werken voor orkest
- 1994 Two Portraits of Barcelona, voor orkest
  1. Antoni Gaudi’s Cathedral
  2. The Bullfight
- 1996 Dance Partita, voor klein orkest 
  1. Baroque 1
  2. Burlesque
  3. Baroque 2
  4. Air
  5. Baroque 3
  6. Folk Dance
  7. Pas d’Éclectique
  8. Baroque 4
- 1997 Concert nr. 1, voor piano en orkest
  1. Piña Colada
  2. Nocturne
  3. Your Touch
  4. Blues
  5. The Concert
- 1997 Deux Séjours, voor orkest 
  1. Fontvièlle, Provence
  2. Portofino, Italy
- 1998 Rags to Richard, twee symfonische dansen voor klarinet en orkest
  1. Terrifying yet Marvelous
  2. Fresh, Innocent
- 1998-1999 SLALOM, voor orkest
- 2001 Triple trombone concerto, voor 2 tenortrombones, bastrombone solo en strijkorkest
  1. Rutherford’s Rag
  2. Angela’s Waltz
  3. Gallop
- 2002 Anthems in Waves, voor orkest
- 2003 Concert, voor strijkkwartet en orkest
- 2010 Mercury Concerto, voor dwarsfluit en orkest
- A Scottish Carol, voor piano en jeugdorkest

### Werken voor harmonieorkest
- 2002 SLALOM, voor groot harmonieorkest
- 2003 American Child
- 2006 Four Factories
- 2006 The Wrangler
- 2007-2008 Concerto Logic - Concert nr. 2, voor piano en harmonieorkest
  1. Dogs and Jackals
  2. Erno Rubik's Magic Cube
  3. Rondo Capriccio: Rage Over a Lost Pawn
  4. Dancing with Caissa
- 2008 Hold this Boy and Listen
- 2008 Serenade for Winds
- 2009 Richard and Renée, voor piano en harmonieorkest
- 2010 A Spanish Silhouette

### Werken voor koor
- Sweet Echo, voor gemengd koor - tekst: John Milton

### Vocale muziek
- 1993 Mots D’Heures: Gousses, Rames, voor sopraan, viool, cello en piano - tekst: zes gedichten van Luis d’Antin Van Rooten
- 1996 Bird, voor sopraan en piano - tekst: Holly Spaulding
- 1999 Women - Prelude and Five Songs, voor sopraan, dwarsfluit, hobo, klarinet, saxofoon, slagwerk, piano, 2 violen, altviool, cello en contrabas - texten: van hedendaagse (vrouwelijke) dichteressen 
  1. Prelude (instrumentaal)
  2. I Rememeber - tekst: Anne Sexton
  3. Man Eating - tekst: Jane Kenyon
  4. Bird - tekst: Holly Spaulding
  5. Invitation - tekst: Melanie Kenny
  6. Bohemia - tekst: Dorothy Parker
- Hommage à Fauré, voor sopraan en piano - tekst: van de componist
- Love Song, voor sopraan en piano - tekst: William Carlos Williams
- Springtime in France - A Cabaret Song with lyrics by Andrew Sofer, voor sopraan en piano

### Kamermuziek
- 1998 Differences, voor cello en piano 
  1. Strand
  2. Air
  3. Country Dance
  4. Blues
  5. Song
- 1998 Two Romances, voor viool en piano
- 1999 Three Piazzolla Tangos, voor dwarsfluit, viool, cello, contrabas, gitaar en piano 
  1. Michelangelo 70
  2. The Butcher’s Death
  3. Libertango
- 2001 Love Letters - Strijkkwartet nr. 1
- 2002 Piano Trio nr. 1 "Nicky’s Trio", voor viool, cello en piano
  1. Cowboys
  2. American Child
  3. Mobile
  4. The Little Devil
- 2004 Antares, voor cello, klarinet en piano 
  1. Antares
  2. Eric
  3. Rebecca
  4. Garrik
  5. Vessko,
  6. Antares-reprise
- 2006 Angela’s Waltz, voor strijkkwartet
- 2009 Summer Songs, voor viool, cello klarinet en piano 
  1. First Swim
  2. Showing at the State Fair
  3. I Know this is My Place
  4. When the Midnight Musicians Play
  5. Dragonflies
- Golliwog’s Cakewalk, voor koperkwartet
- The Duchess of Kent, voor twee fagotten

### Werken voor piano
- 1997 The Bills, twee Rags voor piano
- 2000 Six Strokes
- Fantasy-Inventions
- Soirée Macabre
- The Cheesegrater
- Two Lullabies